# Saga (thành phố)
Saga (佐賀市 Saga-shi) thành phố thủ phủ tỉnh Saga, Nhật Bản. Saga từng là thủ phủ của Saga Domain thời kỳ Edo, và là thành phố lớn nhất thuộc tỉnh Hizen.
Ngày 01 tháng 10 năm 2005, thành phố mở rộng khi sáp nhập thêm các thị trấn liền kề là Morodomi, Yamato và Fuji và là Mitsuse. Sau khi sáp nhập, thành phố này giáp ranh với thành phố Fukuoka, tỉnh Fukuoka. Ngày 01 tháng 10 năm 2007, các thị trấn Higashiyoka, Kawasoe, và Kubota cũng được sáp nhập vào Saga. Mặc dù Saga là thủ phủ tỉnh Saga, nhưng nó cũng được xem là thuộc vùng đô thị Fukuoka, và rộng hơn là vùng đô thị Fukuoka-Kitakyushu.

## Khí hậu
Saga có khí hậu cận nhiệt đới ẩm (phân loại khí hậu Köppen Cfa). Lượng mưa trung bình hàng năm dao động từ khoảng 1800 mm (71 in) ở trung tâm thành phố 2400 mm (94 in) tại Mitsuse. Nhiệt độ trung bình hàng năm dao động từ khoảng 13 °C (55 °F) tại Mitsuse 17 °C (63 °F) tại trung tâm thành phố.
| Dữ liệu khí hậu của Saga, Saga          | Dữ liệu khí hậu của Saga, Saga | Dữ liệu khí hậu của Saga, Saga | Dữ liệu khí hậu của Saga, Saga | Dữ liệu khí hậu của Saga, Saga | Dữ liệu khí hậu của Saga, Saga | Dữ liệu khí hậu của Saga, Saga | Dữ liệu khí hậu của Saga, Saga | Dữ liệu khí hậu của Saga, Saga | Dữ liệu khí hậu của Saga, Saga | Dữ liệu khí hậu của Saga, Saga | Dữ liệu khí hậu của Saga, Saga | Dữ liệu khí hậu của Saga, Saga | Dữ liệu khí hậu của Saga, Saga |
| Tháng                                   | 1                              | 2                              | 3                              | 4                              | 5                              | 6                              | 7                              | 8                              | 9                              | 10                             | 11                             | 12                             | Năm                            |
| --------------------------------------- | ------------------------------ | ------------------------------ | ------------------------------ | ------------------------------ | ------------------------------ | ------------------------------ | ------------------------------ | ------------------------------ | ------------------------------ | ------------------------------ | ------------------------------ | ------------------------------ | ------------------------------ |
| Trung bình ngày tối đa °C (°F)          | 9.5 (49.1)                     | 10.6 (51.1)                    | 14.6 (58.3)                    | 20.3 (68.5)                    | 24.8 (76.6)                    | 27.4 (81.3)                    | 30.9 (87.6)                    | 32.4 (90.3)                    | 28.6 (83.5)                    | 23.5 (74.3)                    | 17.7 (63.9)                    | 12.1 (53.8)                    | 21.0 (69.9)                    |
| Trung bình ngày °C (°F)                 | 5.0 (41.0)                     | 6.0 (42.8)                     | 9.3 (48.7)                     | 14.8 (58.6)                    | 19.2 (66.6)                    | 22.8 (73.0)                    | 26.8 (80.2)                    | 27.6 (81.7)                    | 23.7 (74.7)                    | 17.9 (64.2)                    | 12.4 (54.3)                    | 7.2 (45.0)                     | 16.1 (60.9)                    |
| Tối thiểu trung bình ngày °C (°F)       | 1.2 (34.2)                     | 2.0 (35.6)                     | 4.7 (40.5)                     | 10.0 (50.0)                    | 14.3 (57.7)                    | 18.9 (66.0)                    | 23.6 (74.5)                    | 23.9 (75.0)                    | 19.9 (67.8)                    | 13.3 (55.9)                    | 7.9 (46.2)                     | 3.1 (37.6)                     | 11.9 (53.4)                    |
| Lượng Giáng thủy trung bình mm (inches) | 62.0 (2.44)                    | 73.5 (2.89)                    | 113.7 (4.48)                   | 171.3 (6.74)                   | 190.0 (7.48)                   | 321.6 (12.66)                  | 341.4 (13.44)                  | 178.2 (7.02)                   | 175.0 (6.89)                   | 96.8 (3.81)                    | 68.5 (2.70)                    | 44.4 (1.75)                    | 1.836,4 (72.3)                 |
| Lượng tuyết rơi trung bình cm (inches)  | 6 (2.4)                        | 5 (2.0)                        | 0 (0)                          | 0 (0)                          | 0 (0)                          | 0 (0)                          | 0 (0)                          | 0 (0)                          | 0 (0)                          | 0 (0)                          | 0 (0)                          | 1 (0.4)                        | 12 (4.8)                       |
| Độ ẩm tương đối trung bình (%)          | 71                             | 70                             | 68                             | 70                             | 71                             | 76                             | 80                             | 77                             | 76                             | 72                             | 72                             | 73                             | 73                             |
| Số giờ nắng trung bình tháng            | 117.5                          | 120.6                          | 160.9                          | 161.7                          | 182.5                          | 143.7                          | 169.4                          | 210.1                          | 164.4                          | 174.2                          | 141.4                          | 123.1                          | 1.869,5                        |
| Nguồn: NOAA (1961-1990)                 |                                |                                |                                |                                |                                |                                |                                |                                |                                |                                |                                |                                |                                |

## Các điểm du lịch
Mỗi mùa thu, Saga tổ chức lễ hội Khinh khí cầu ("Saga International Balloon Fiesta") bên bờ sông Kase (thuộc bãi bồi sông này). Một phần tư khách tham gia từ Saga. Lượng khách đông nhất khoảng 15 triệu năm 2005.

## Thành phố kết nghĩa
- Quận Warren, New York và Glens Falls, New York
- Yeonje-gu, Busan
- Lianyungang
- Cussac-Fort-Médoc
- Limeira, São Paulo

## Thư viện ảnh

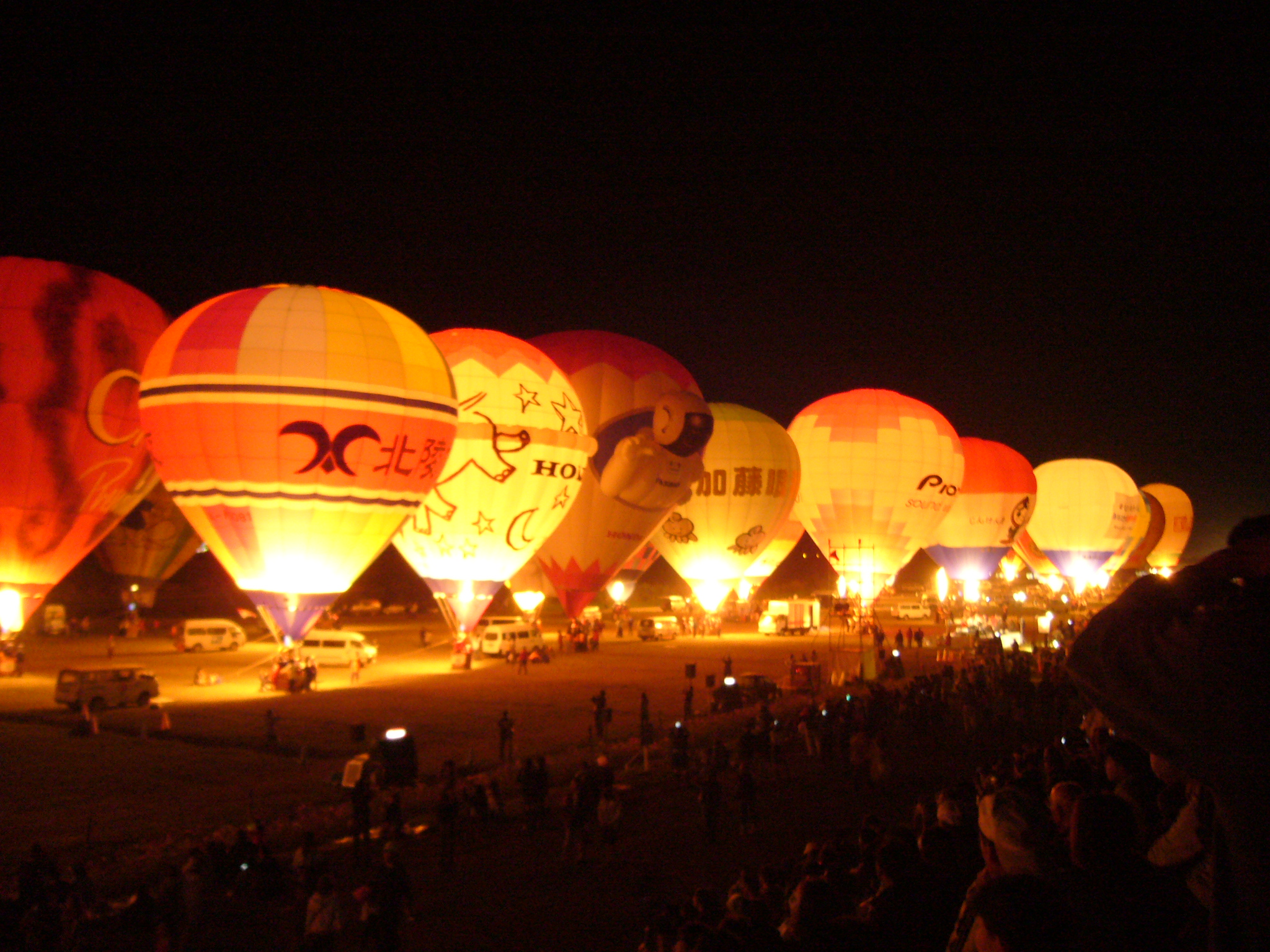
佐賀インターナショナルバルーンフェスタ
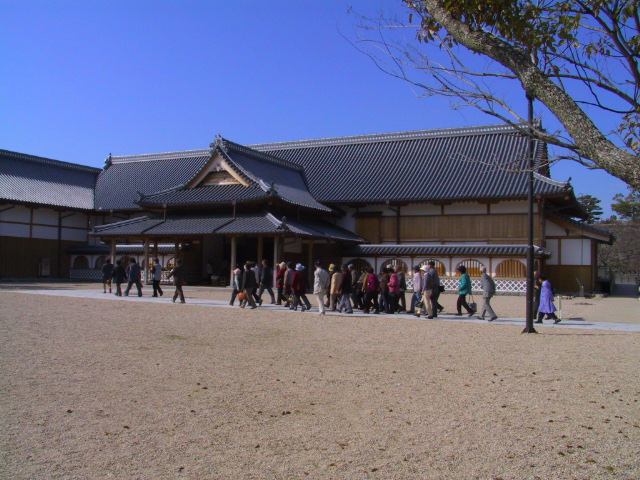
佐賀城
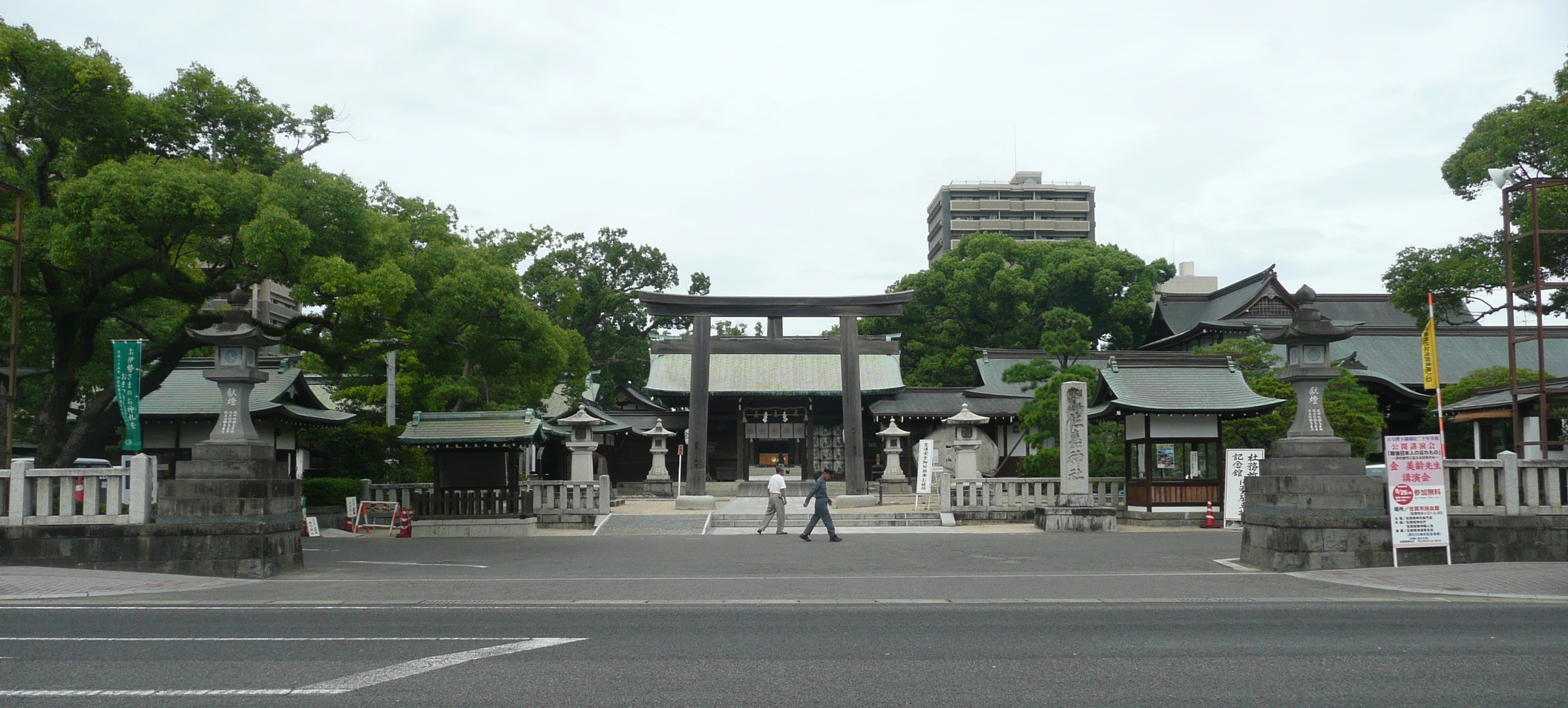
佐嘉神社
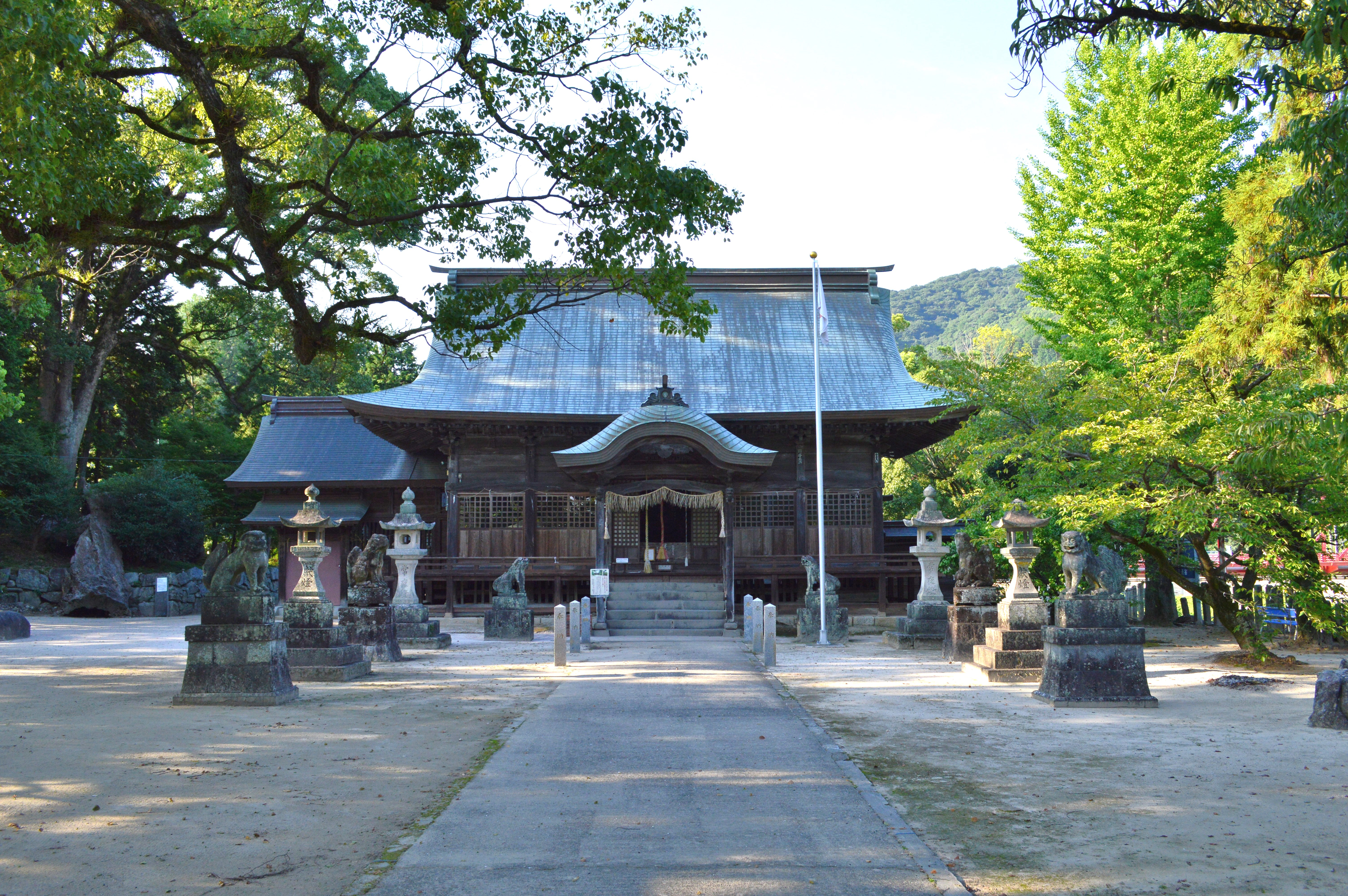
与止日女神社
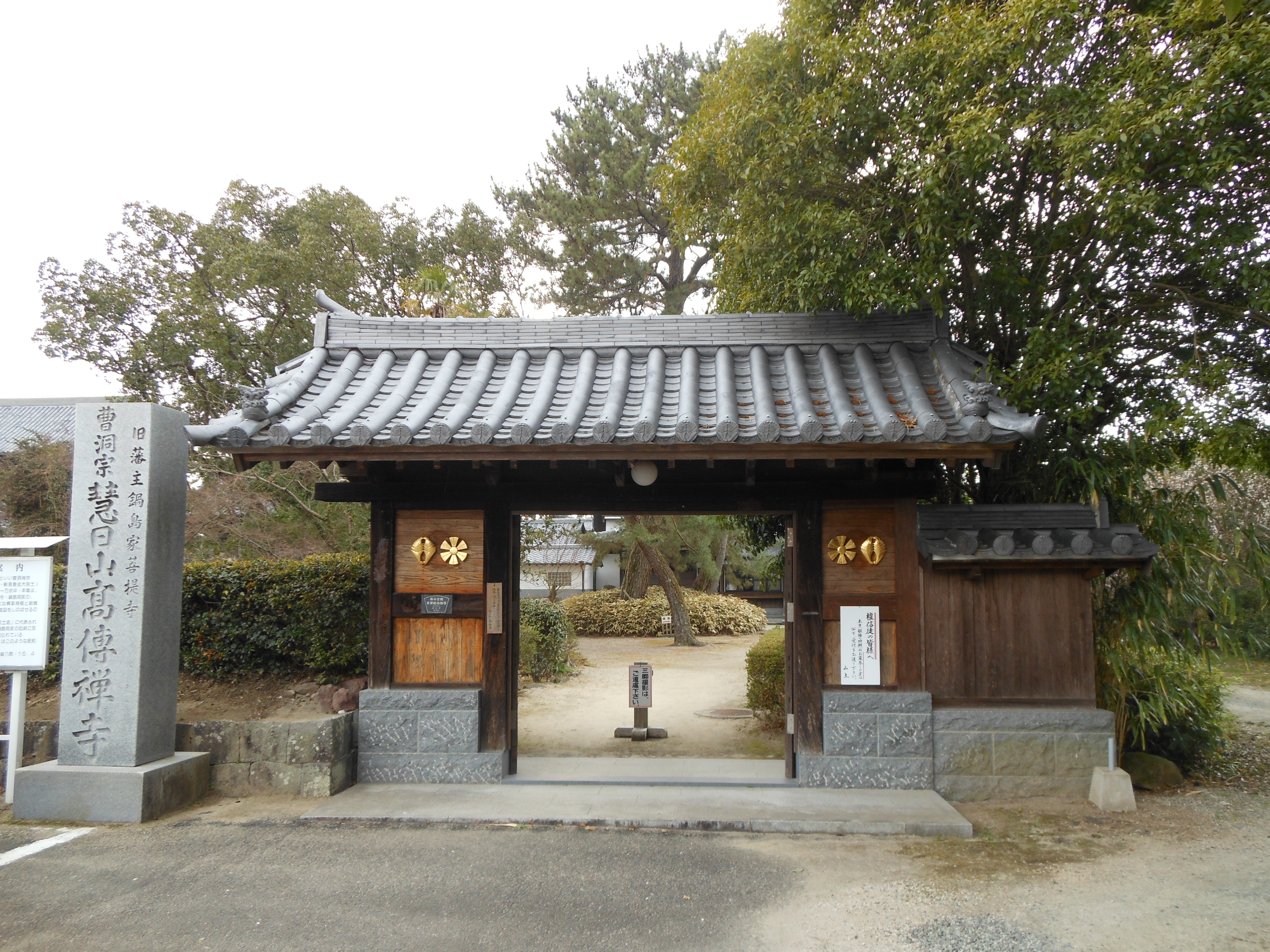
高伝寺
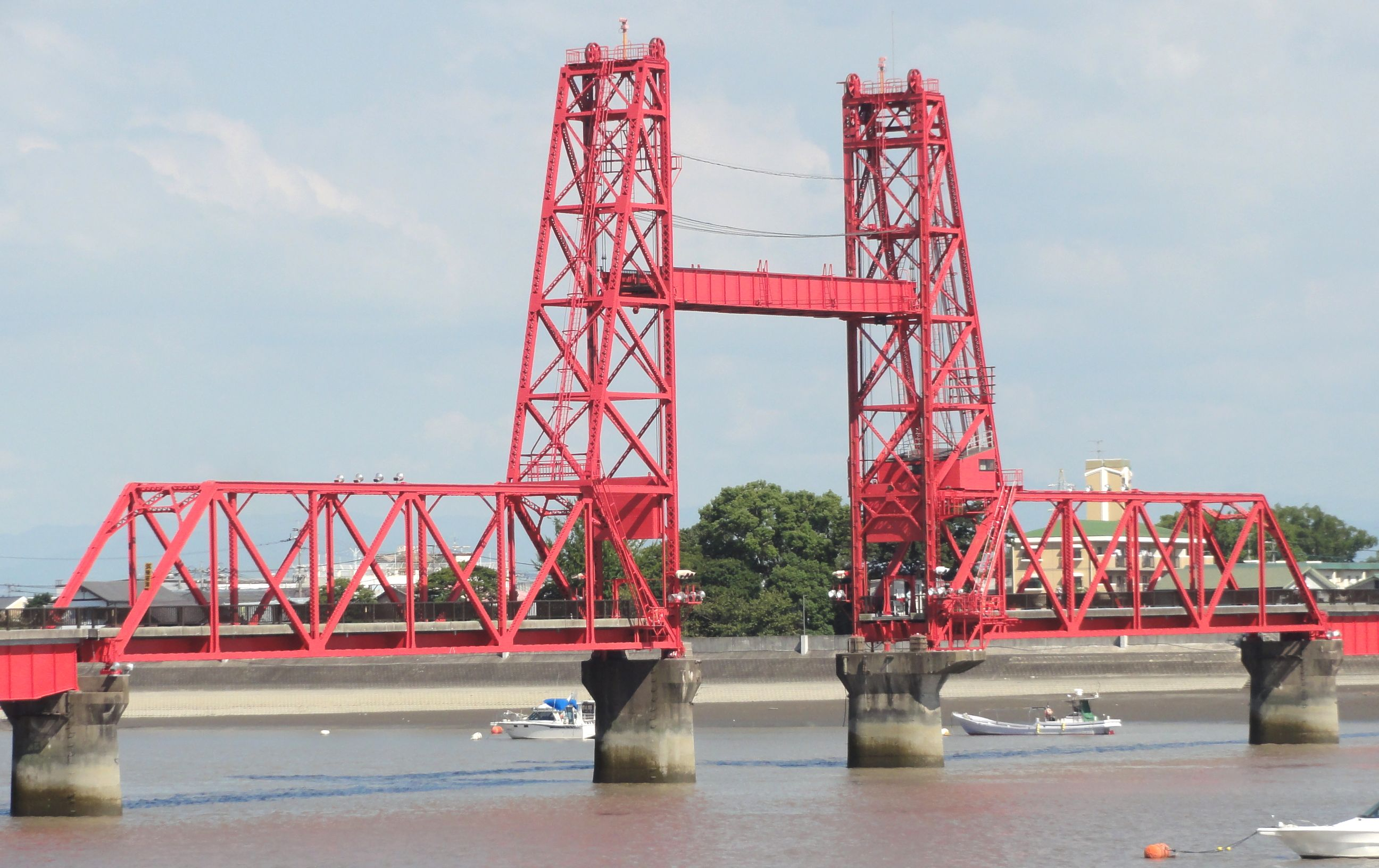
筑後川昇開橋
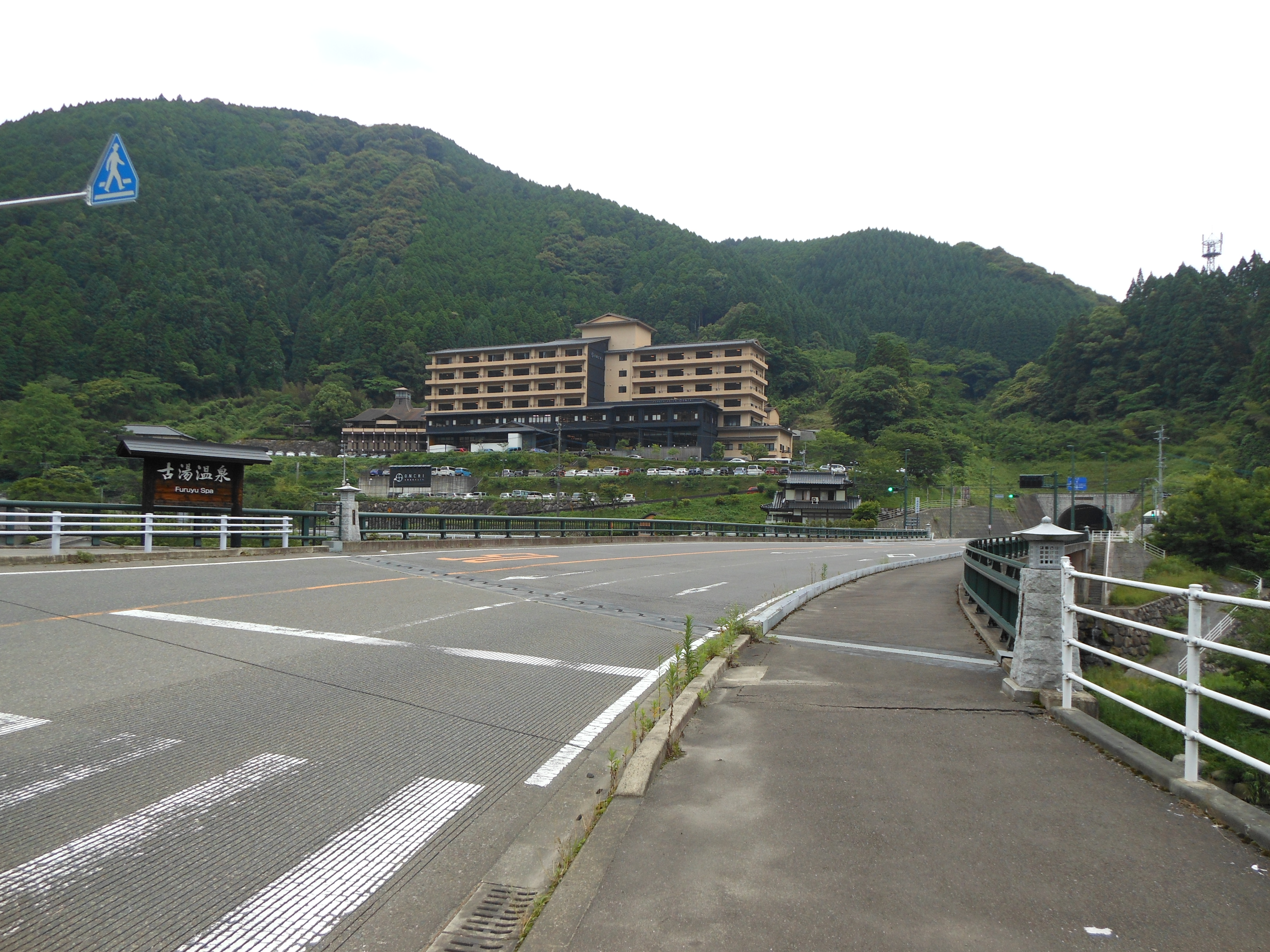
古湯温泉
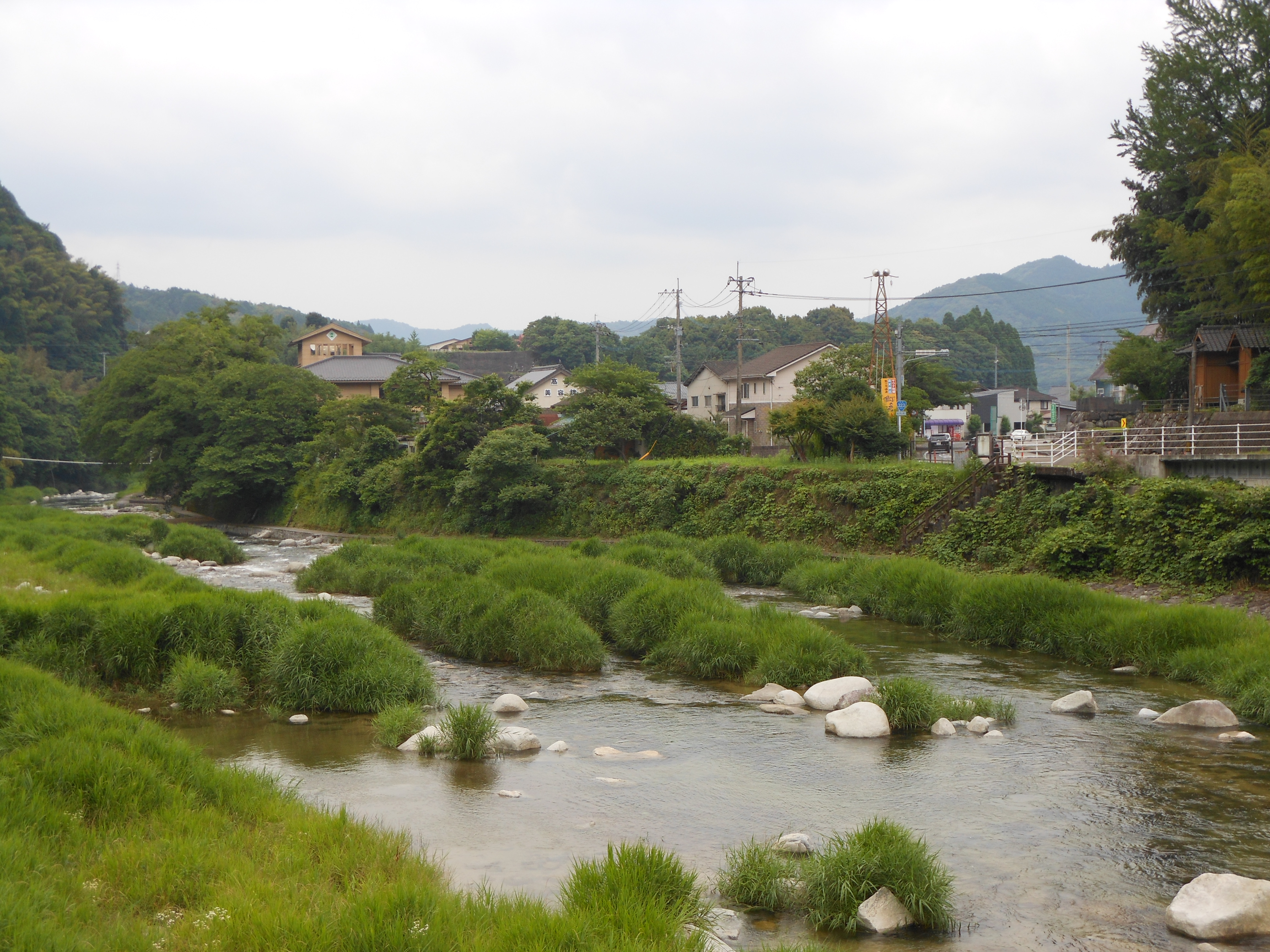
熊の川温泉
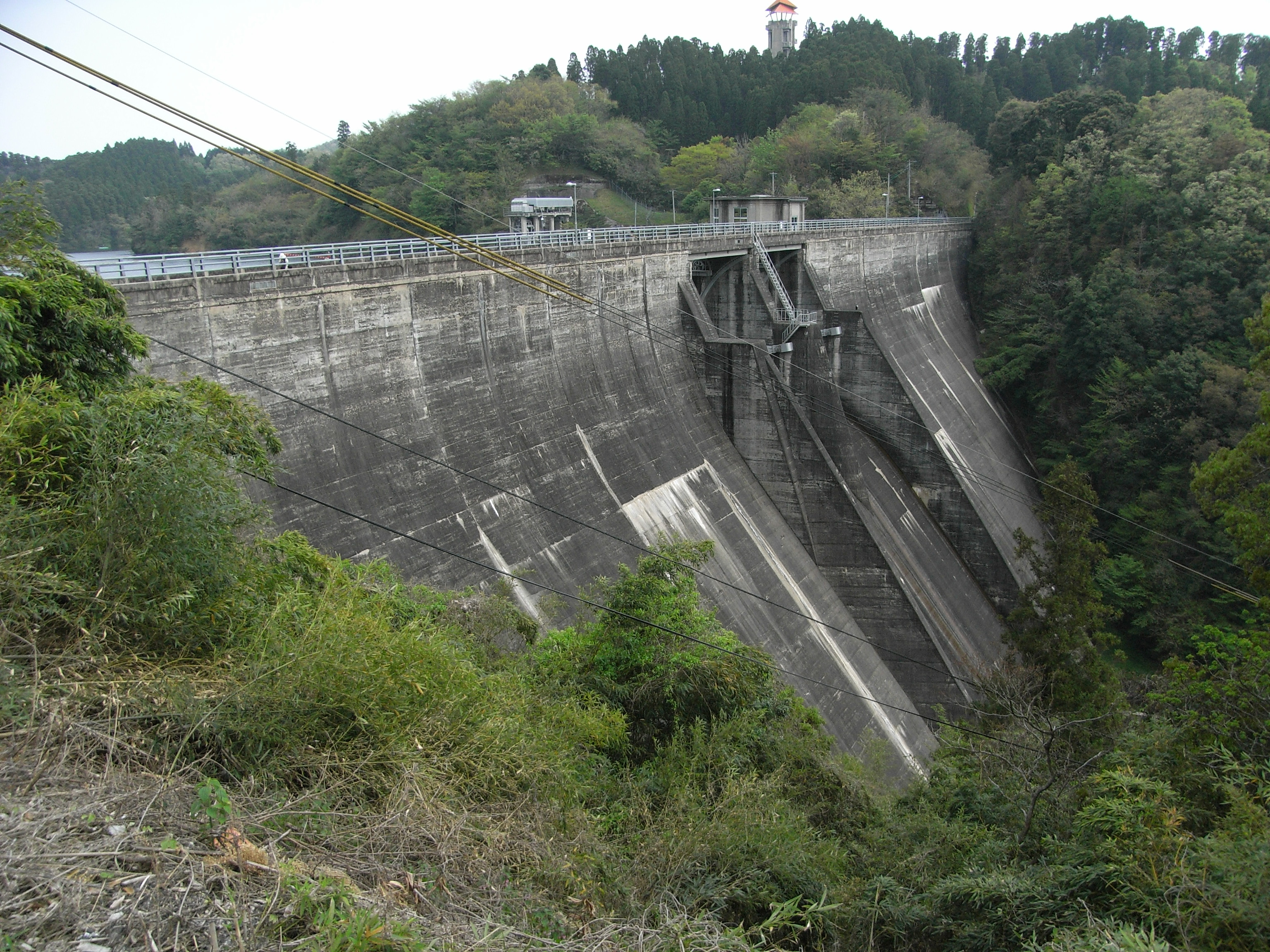
北山ダム
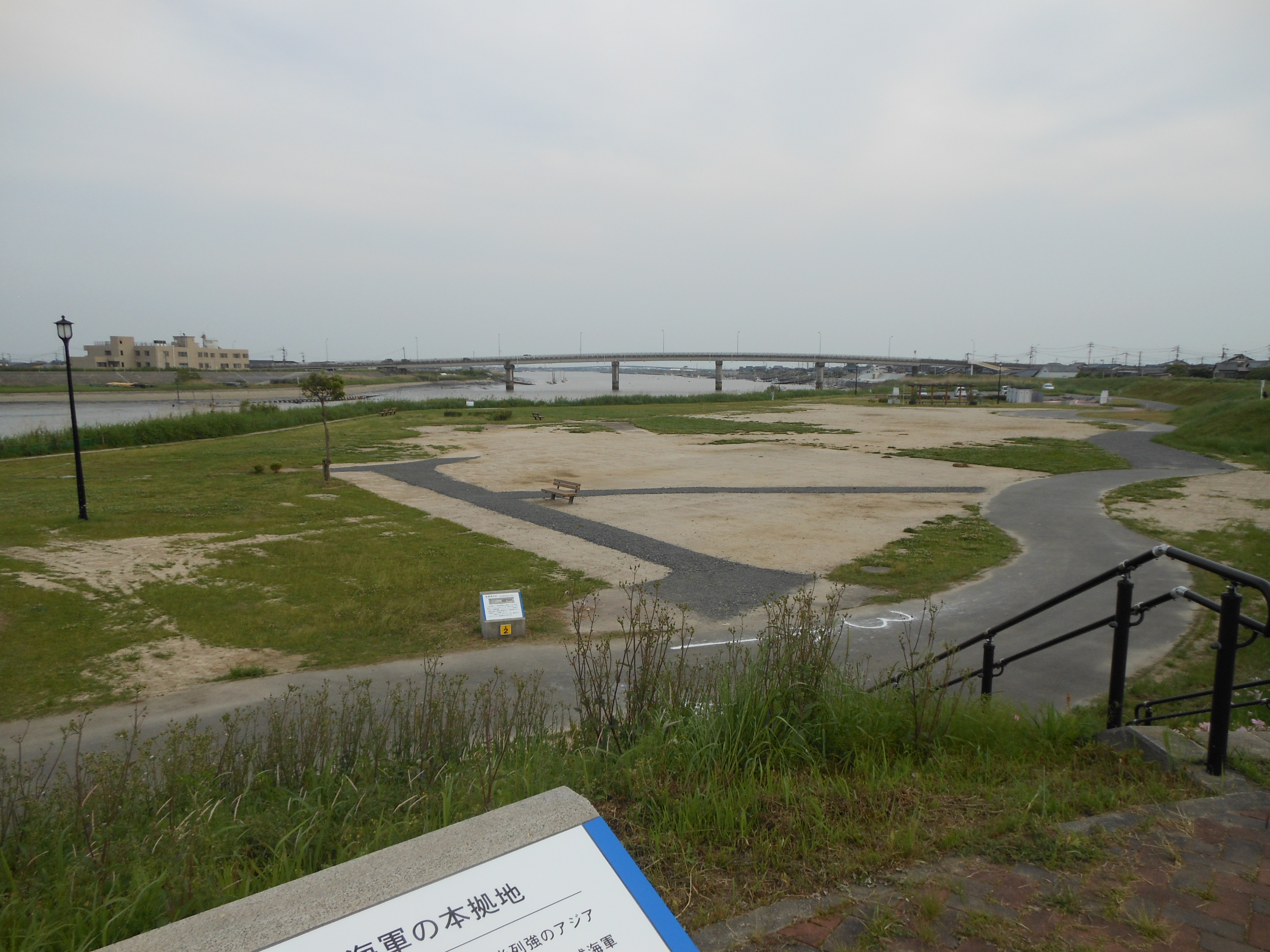
三重津海軍所跡
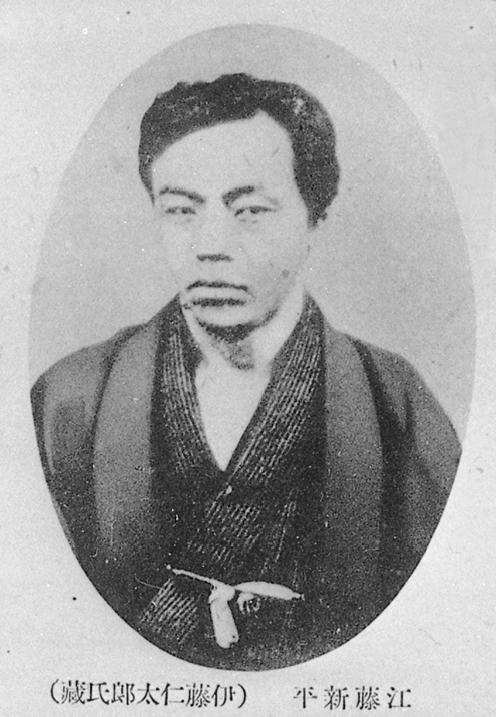
江藤新平
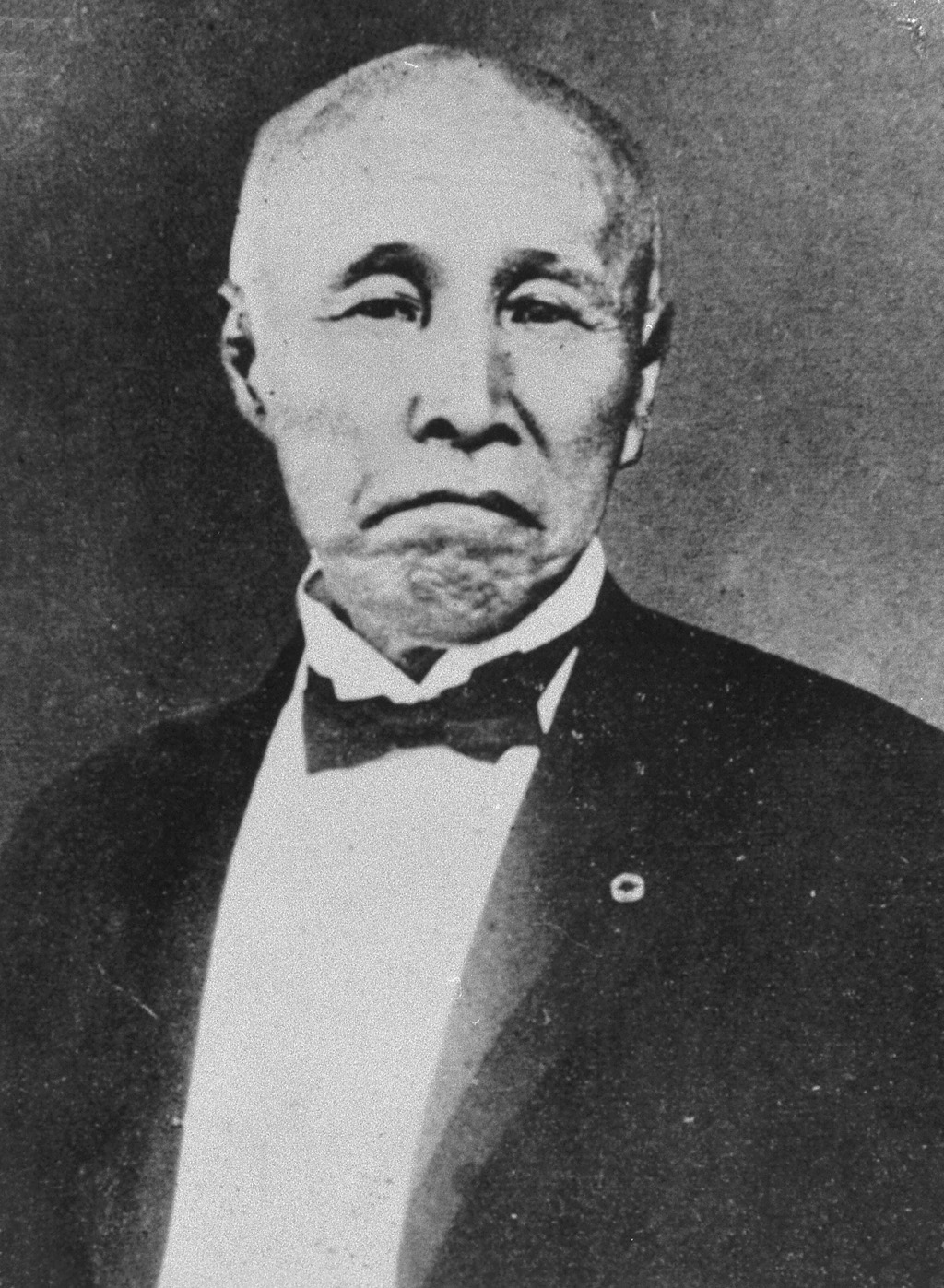
大隈重信